# Château de Hersberg
Le château de Hersberg est une ancienne abbaye bénédictine fille de l'abbaye d'Ochsenhausen puis un domaine princier à Immenstaad am Bodensee. Le bâtiment sert maintenant d'établissement d'enseignement des Pallottins.

## Géographie
Le château de Hersberg est un complexe de bâtiments sur une colline du même nom pleine de vignes. Il est situé à environ 500 mètres des rives du lac de Constance à l'ouest d'Immenstaad entre Friedrichshafen et Meersburg. Immédiatement à l'ouest du Hersberg se trouve le drumlin de Hochberg, à 55 m au-dessus du lac de Constance. En contrebas, en direction de Hagnau, se trouve le château du Kirchberg, anciennement résidence d'été des abbés de Salem et alors propriété du margrave de Bade.

## Histoire
Le nom Hersberg est probablement dérivé du vieux haut allemand hari/heri pour chaîne de montagnes. La première référence écrite non garantie est une mention des frères Berctoldus et Heinricus von Herisberg en 1276. Il est certain que le Hersberg se trouve en 1466 dans le fief du château d'Uberlingen et plus tard du vassal des Fürstenberg Konrad Rudolf von Härsberg. En 1621, les bénédictins de l'abbaye d'Ochsenhausen achètent le château de Hersberg aux descendants des Härsberg. Après la sécularisation en 1803, la propriété de l'abbaye revient au prince Franz Georg Karl von Metternich, père du ministre d'État autrichien, Klemens Wenzel von Metternich. Puis Hersberg est acheté par la maison de Wurtemberg en 1806 et en 1838 par le comte Constantin de Salm-Reifferscheidt (de). En 1929, ses descendants vendent la propriété du château à la province pallottine du sud de l'Allemagne, qui installe le séminaire de fin de carrière. En 1994, elle rouvre sous le nom de Maison spirituelle pallottine.
Dans les premières années du Troisième Reich, l'ordre religieux souffre d'une pénurie de jeunes puis en 1940, la maison et l'école reçoivent l'ordre de fermer. Dans les derniers jours de la Seconde Guerre mondiale en avril 1945, de hauts officiers alliés, des officiers allemands accusés d'être du complot du 20 juillet 1944 ainsi que des personnes condamnées d'une Sippenhaft dans le cadre de l'Aktion Gitter sont emprisonnés et menacés de mort dans la chapelle de la maison. Dans des circonstances dramatiques, elles sont cachées des SS et sauvées. Après la guerre, le château de Hersberg devient le quartier de 200 internés puis la caserne française jusqu'en 1947. Ces deux groupes ont des conséquences négatives pour les bâtiments, les parcs et les pallotins.
L'aspect actuel du palais, vu du sud, remonte à environ 1600 : un bâtiment frontal majestueux de 44 m de large avec une tourelle belvédère au milieu, à gauche et à droite avec des pignons à gradins gothiques, encadrés par de vieux arbres. La partie la plus ancienne du bâtiment (avant 1551) au nord-est est intégrée au bâtiment. En 1670, les travaux commencent pour terminer le Carré, qui est ouvert au nord, avec le bâtiment économique, le pressoir vinicole et la chapelle de la maison, mais ne sont achevés qu'en 1696. L'abbé Alphons prévoit un palais résidentiel représentatif pour l'abbaye à Hersberg. En 1740, la chambre du prélat reçoit un plafond en stuc rococo. Au XXe siècle, d'importantes mesures de construction de l'école, de l'établissement d'enseignement et de la maison de retraite sont prises, mais celles-ci ne changent pas de manière significative l'impression du sud.